# Colville (Washington)
Pour les articles homonymes, voir Colville.
Colville est le siège du comté de Stevens, situé dans l'État de Washington, aux États-Unis.

## Personnalités liées à la ville
- Augustin-Magloire Blanchet, un prêtre canadien. Il a été évêque de Walla Walla de 1846 à 1850.
- Chef Joseph, un chef Nez-Percés
- Nathan Sawaya, un artiste américain